# Stowarzyszenie Naukowo-Techniczne Inżynierów i Techników Rolnictwa
Stowarzyszenie Naukowo-Techniczne Inżynierów i Techników Rolnictwa (SITR) – organizacja przedstawicielska inżynierów i techników w dziedzinie rolnictwa. SITR jest członkiem Federacji Stowarzyszeń Naukowo-Technicznych NOT. Reprezentuje interesy społeczności specjalistów rolnych.
Zarząd Główny SITR składa się z 7 członków. Na jego czele stoi Prezes SITR wybierany na pięcioletnie kadencje przez Zjazd Delegatów, reprezentujących Oddziały regionalne, w wyborach bezpośrednich.